# Redempció (Star Trek: La nova generació)
"Redempció" (títol original en anglès "Redemption") és el 26è i últim episodi de la quarta temporada, i el 100è de tota la sèrie, alhora que el primer de la cinquena temporada, i el 101è de tota la sèrie, de la sèrie de televisió de ciència-ficció estatunidenca Star Trek: La nova generació. La primera part es va emetre originalment el 17 de juny de 1991 i la segona el 23 de setembre de 1991 en redifusió als Estats Units. L'episodi va ser escrit per Ronald D. Moore. La primera part fou dirigida per Cliff Bole i la segona per David Carson.
Ambientada al segle XXIV, la sèrie segueix les aventures de la tripulació de la nau de la Flota Estel·lar de la Federació Enterprise-D sota el comandament del capità Jean-Luc Picard.

## Argument
La trama es divideix en dos episodis, un que es va emetre com a final de la temporada 4 i el segon reprès com a inici de la temporada 5. El final acaba amb la deixada en suspens "..Continuarà" en continuació d'una pràctica que es va iniciar amb "El bo i millor d'ambdós mons", que unia les temporades 3 i 4 de Star Trek: La nova generació.

### Part I
El capità Jean-Luc Picard (com a àrbitre de successió escollit per K'mpec) i l'Enterprise-D són convidats a assistir a la investidura de Gowron com a canceller de l'Alt Consell klíngon. Gowron informa a Picard que la Casa de Duras desafiarà la posició de Gowron i podria conduir a una guerra civil klíngon. Mentrestant, Worf sol·licita un permís per visitar el seu germà, Kurn, que controla una petita flota d'aus de presa, i instar-lo a donar suport a Gowron, ja que, un cop instal·lat com a canceller, Gowron pot restablir el seu cognom.
Interrompent la cerimònia, les germanes Duras presenten el fill il·legítim del seu germà difunt, Toral, que té el llinatge per desafiar Gowron. Picard és cridat a determinar la candidatura de Toral. Les germanes Duras intenten influir en Picard; ell, al seu torn, comenta que si dóna suport a Toral, Gowron aviat morirà, però si dóna suport a Gowron, Toral liderarà una crida a una rebel·lió contra Gowron. En reprendre la cerimònia, basant-se en la llei klíngon, Picard arriba a la conclusió que Toral no té l'experiència per liderar i assegura la candidatura de Gowron. Això, però, fa que la majoria dels membres del consell abandonin Gowron. Gowron torna a la seva nau per reunir-se amb Worf, que ofereix el suport de la flota del seu germà a canvi del retorn del cognom de la seva família. Gowron inicialment s'hi nega, però són atacats per dues naus lleials a la Casa Duras. Worf i l'arribada de la flota de Kurn eliminen els atacants. Picard completa el ritu i instal·la Gowron com a Canceller; Gowron restaura l'honor familiar de Worf.
Gowron i la tripulació de l' "Enterprise" s'assabenten que les germanes Duras estan reunint una flota per incitar una guerra civil. Com que la Federació no es pot involucrar en afers interns, Worf dimiteix de la seva comissió de la Flota Estel·lar per ajudar Gowron i Kurn. Mentre l' "Enterprise" evacua la zona abans que comencin els combats, Toral i les germanes Duras consideren Picard un covard, però la seva aliada romulana, una dona amb una semblança estranya amb la difunta Tasha Yar, emergeix de les ombres i les adverteix que Picard podria tornar.

### Part II
Picard és conscient que, si bé no pot involucrar-se en la guerra civil klíngon, els romulans probablement ho veuran com una oportunitat per obtenir un avantatge sobre la Federació. Reuneix una flota de naus per crear un bloqueig entre la frontera klíngon i romulana. A molts dels tripulants de l' "Enterprise" se'ls assigna el comandament temporal de naus amb poca tripulació. Inicialment, Picard no assigna al tinent comandant Data el comandament d'una nau, però després que Data li pregunti sobre l'omissió, li dóna el "Sutherland". Picard organitza la flota per formar una xarxa de detecció que hauria d'observar qualsevol nau camuflada que passi el bloqueig. La comandant Sela, la romulana que s'assembla a Yar, ordena als seus científics que trobin una manera de desactivar la xarxa, però també contacta amb l'«Enterprise». Sela revela que és la filla de Tasha Yar, que va tornar al passat a l'Enterprise-C 24 anys abans ("L'Enterprise del passat"). Sela adverteix que si la Flota Estel·lar no trenca el bloqueig en 20 hores, la seva flota serà atacada.
Mentrestant, Worf és segrestat per les germanes Duras, que intenten seduir-lo perquè s'uneixi a la seva causa casant-se amb B'Etor. Worf s'hi nega, afirmant que l'honor seria subvertit i que l'Imperi Klíngon cauria ràpidament sota control romulà. Veient que la causa ha estat derrotada, Sela ordena que Worf sigui lliurat a la guàrdia romulana.
Picard insta Gowron a atacar les forces de Duras, que s'estan quedant sense subministraments; això obligarà els romulans a entrar a la xarxa de detecció i ser capturats per la Flota Estel·lar. Gowron hi està d'acord, sabent que l'associació amb els romulans destruirà el suport de la família Duras i posarà fi a la guerra civil. Les germanes Duras exigeixen que els romulans portin subministraments. Els científics de Sela descobreixen que poden interrompre part de la xarxa enviant una ràfega d'energia. Sela inicia el pla, seleccionant el "Sutherland" com a objectiu. Quan la xarxa es desestabilitza, Picard ordena a la flota que es retiri i reformi la xarxa, però Data observa que pot rastrejar l'origen de la interrupció. Ordena el llançament de torpedes a coordenades específiques, revelant naus romulanes. El comboi es retira, i les germanes Duras es veuen obligades a posar fi a la guerra civil. Worf s'allibera a temps per atrapar Toral, però les germanes Duras escapen.
Gowron dóna a Worf l'oportunitat de matar Toral mitjançant el Ritu de Venjança, però ell es nega a fer-ho perquè Toral només era un titella de les seves ties. Salvant la vida de Toral, Worf demana a Picard reincorporar-se a la Flota Estel·lar, a la qual cosa Picard hi accedeix de bon grat.

## Repartiment i doblatge al català
La sèrie va ser doblada al català pels estudis Tramontana (primera part) i Soundtrack (segona part) i emesa a TV3 l’any 1991. Els dobladors de l'episodi foren:
| Personatge         | Actor/actriu    | Veu en català            |
| ------------------ | --------------- | ------------------------ |
| Jean-Luc Picard    | Patrick Stewart | Joan Crosas              |
| William Riker      | Jonathan Frakes | Antoni Forteza           |
| Data               | Brent Spinner   | Joaquim Sota             |
| Geordi La Forge    | LeVar Burton    | Aleix Estadella          |
| Worf               | Michael Dorn    | Enric Arquimbau          |
| Beverly Crusher    | Gates McFadden  | Aurora Garcia            |
| Deanna Troi        | Marina Sirtis   | Victòria Pagès           |
| Gowron             | Tony Todd       | Francesc Figuerola       |
| Lursa              | Barbara March   | Ana María Solsona        |
| B'Etor             | Gwynyth Walsh   | Maria Josep Guasch       |
| Miles O'Brien      | Colm Meaney     | Jaume Nadal              |
| Sela               | Denise Crosby   | Teresa Manresa           |
| Guinan             | Whoopi Goldberg | Montserrat García Sagués |
| Kurn               | Tony Todd       | Amadeu Aguado            |
| Toral              | JD Cullum       | Josep Maria Mas          |
| Capità Larg        | Mike Hagerty    | Toni Moreno              |
| Almirall Shanthi   | Fran Bennet     | Maria Lluïsa Magaña      |
| Christopher Hobson | Timothy Carhart | Santi Lorenz             |
| Kulge              | Jordan Lund     | Albert Socias            |

## Producció
La història de la Guerra Civil Klingon originalment estava pensada com el final de la tercera temporada, però es va ajornar per produir l'episodi doble El bo i millor d'ambdós mons.
El creador de Star Trek, Gene Roddenberry, inicialment s'hi va oposar perquè, d'una banda, no volia mostrar una història de guerra i, de l'altra, no veia Worf com un bon personatge principal. L'autor Ronald D. Moore finalment va prevaler.
El guió de la segona part no es va escriure fins després de la pausa de producció entre les temporades 4 i 5.
La idea de la filla Sela de Tasha Yar es remunta a la seva actriu Denise Crosby. Inicialment, Ronald D. Moore va tenir alguns problemes per incorporar el personatge a la història, però finalment la va trobar adequada per destacar els romulans.
Mentre es filmava la primera part, Ronald Reagan va visitar el plató.

## Recepció
El 2012 Keith DeCandido va qualificar la primera part de l'episodi a tor.com com un episodi de "Star Trek: La nova generació" només lleugerament per sobre de la mitjana. Li va agradar que els arcs argumentals dels episodis klíngons anteriors es continuessin meravellosament aquí. Michael Dorn i Patrick Stewart també van poder demostrar una vegada més les seves habilitats interpretatives. Tanmateix, DeCandido va trobar que a l'episodi li mancava una mica de tensió en comparació directa amb "Els pecats del pare" i "Reunió". Va trobar el suspens una mica fluix i no gaire adequat per generar prou suspens per a una espera de tres mesos fins al següent episodi. DeCandido va qualificar la segona part com un episodi lleugerament per sota de la mitjana. Va criticar el fet que aquí s'expliquessin tres històries, cadascuna de les quals va tenir un èxit variable. Va trobar que la continuació de la Guerra Civil Klingon era la més forta. Però, va trobar l'última escena menys potent del que podria haver estat. El final de "Reunió" va funcionar de manera brillant per a DeCandido perquè va ser Worf qui va abandonar la seva educació humana i es va venjar mortalment de Duras a l'estil klíngon. Aquí, però, el seu costat humà triomfa sobre els valors klíngons salvant la vida de Toral. DeCandido va trobar que la història que envoltava el bloqueig era mixta. Va pensar que la primera ordre de Data havia estat ben executada, però la idea bàsica del bloqueig no li va funcionar, ja que en cap moment s'explica correctament per què les naus romulanes no podien simplement volar al voltant del bloqueig. Va trobar que la història que envoltava Sela era la més fluixa. Com que els esdeveniments de "L'Enterprise del passat" van tenir lloc en una realitat alternativa, els personatges principals van haver de ser informats sobre ells en dues escenes d'exposició massa llargues. El personatge en si sembla a mig fer (té el rang de comandant tot i tenir només 24 anys) i, en definitiva, la seva ascendència amb Tasha Yar és completament irrellevant per a la trama real de l'episodi.
CBR va classificar "Redempció" (Parts I i II) com la 15a millor història multiepisodi de Star Trek. The Hollywood Reporter la va qualificar com la 36a millor de totes les Star Trek anteriors a Star Trek: Discovery, incloent-hi la sèrie d'imatge real i la sèrie animada, però sense comptar les pel·lícules.
Variety el va classificar com la setè millor episodi de Star Trek: La nova generació. The Hollywood Reporter el va classificar entre els 25 millors episodis de Star Trek: La Nova Generació. Den of Geek també el va incloure com una de les seves 25 sèries recomanades de Star Trek: La nova generació.
Personatges
Popular Mechanics va destacar "Redempció, Part I" com un dels millors episodis del Capità Picard i com a visionat recomanat perquè el públic es prepari per a una nova sèrie de televisió basada en aquest personatge, Star Trek: Picard. Assenyalen els seus consells a Worf i el seu enfocament matisat per navegar per la difícil política a Qo'noS, el món natal dels klíngons. També van elogiar els personatges Lursa i B'Etor com a antagonistes a l'episodi, i van comparar les accions de Picard amb la manera com va tractar el personatge de Maddox a "La mesura humana".
SyFy va assenyalar aquest episodi per un moment en la relació entre Picard i Data, quan Data demana el comandament de la seva pròpia nau estel·lar. Van destacar aquest episodi per presentar una guerra civil klíngon, la filla mig romulana de Tasha Yar i la dimissió de Worf de la Flota Estel·lar. També van qualificar Gowron com el setè klingon més gran de la franquícia Star Trek. En particular, van destacar la poderosa actuació de l'actor O'Reilly en escenes amb el personatge com a canceller de l'imperi klíngon. Van qualificar Kurn (interpretat per Tony Todd) com el desè klingon més gran de la franquícia "Star Trek". Van destacar la seva bona química amb Worf (Michael Dorn) i que "gaudeix de cada paraula" dita.
Time va qualificar Lursa i B'Etor (interpretats per les actrius Barbara March i Gwynyth Walsh) com els segons millors personatges vilans de la franquícia Star Trek. Popular Mechanics també va considerar que Lursa i B'Etor eren particularment bons.

## Llançaments
"Redempció" va ser remasteritzada en 1080p HD i publicada com a episodi independent, i com a part dels conjunts de Blu-ray de les temporades 4 i 5 de Star Trek: La nova generació HD a la dècada del 2010.
"Redempció, Part I" es va estrenar als Estats Units el 3 de setembre de 2002, com a part del conjunt de DVD de la temporada 4 de "Star Trek: La nova generació".
"Redempció" " també es va publicar en cinta de vídeocasset VHS.